# Artigues (Var)
Artigues (okzitanisch Artiga) ist eine französische Gemeinde mit 286 Einwohnern (Stand 1. Januar 2022) im Département Var in der Region Provence-Alpes-Côte d’Azur. Sie gehört zum Arrondissement Brignoles und zum Kanton Saint-Maximin-la-Sainte-Baume.

## Geografie
Die Gemeindegemarkung liegt an der Montagne d’Artigues, einem bis zu 693 m hohen Höhenzug.
Die Nachbargemeinden sind Ginasservis im Norden, La Verdière im Nordosten, Esparron und Saint-Martin-de-Pallières im Osten, Ollières im Süden, Pourrières und Puyloubier im Südwesten sowie Rians im Westen.

### Verkehrsanbindung
Der nächste Fernbahnhof befindet sich in Aix-en-Provence. Dieser wird durch den TGV bedient. Unweit von Artigues liegt auch der Flughafen Aéroport de Toulon-Hyères bei Toulon. Artigues lag an der von 1889 bis 1950 bedienten Bahnstrecke Meyrargues–Nizza.

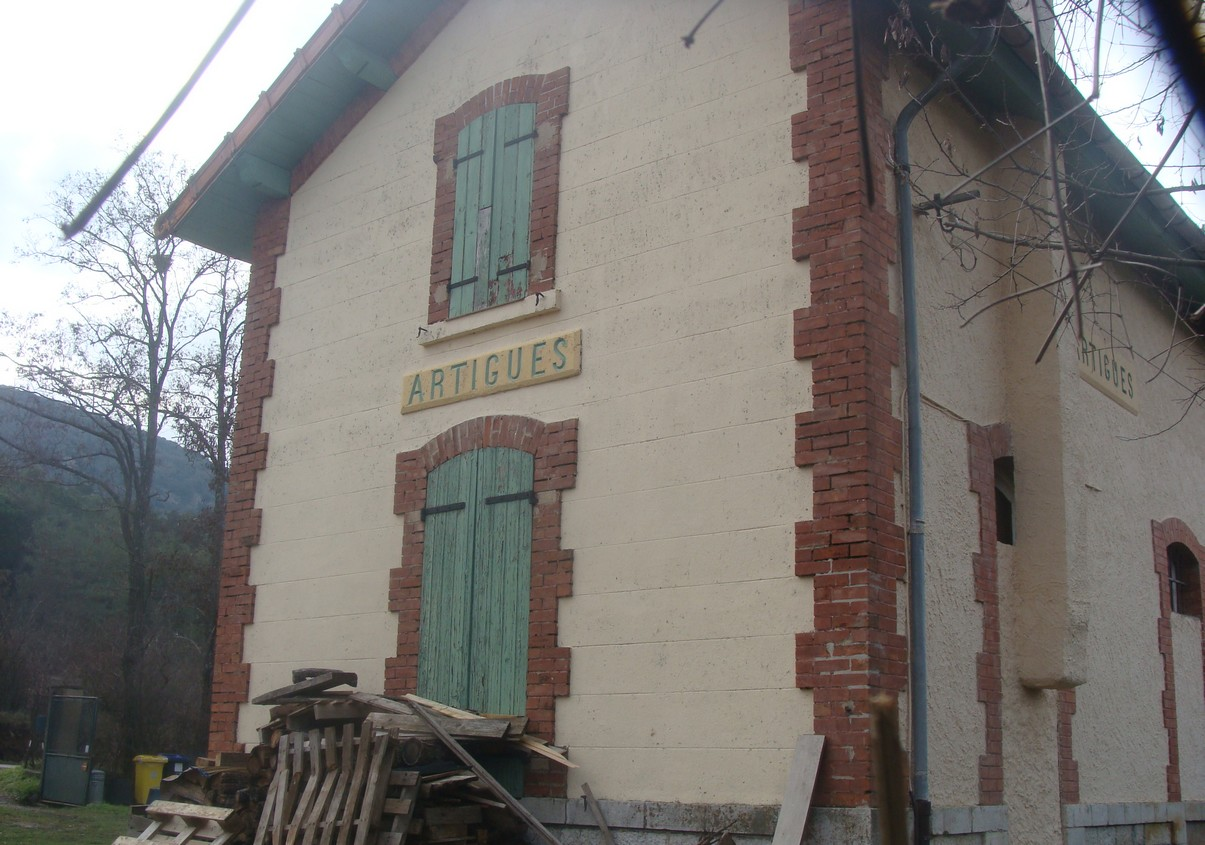
Bahnhof Artigues

## Bevölkerungsentwicklung
| 1962 | 1968 | 1975 | 1982 | 1990 | 1999 | 2006 | 2016 |
| ---- | ---- | ---- | ---- | ---- | ---- | ---- | ---- |
| 46   | 62   | 53   | 70   | 112  | 110  | 222  | 248  |